# Насер Ел Сонбати
Насер Ел Сонбати (арап. ناصر السنباطى; Штутгарт, 15. октобар 1965 — Каиро, 20. март 2013) Он је био ИФББ професионални бодибилдер, представљајући СР Југославију на међународним такмичењима. Рођен у Штутгарту, Сонбати је започео своју бодибилдинг каријеру 1983. године. На такмичењу Мр. Олимпија, први пут се такмичио 1994. године и освојио 7. место. Његов најбољи резултат био је 1997. године када је заузео 2. место, одмах иза Доријана Јејтса. После два друга места на „Арнолд класику” у 1997. и 1998. години, освојио је титулу 1999. године, победивши Кевина Леврона.

## Рани живот
Сонбати је рођен у Штутгарту, Западна Немачка, син египатског оца и мајке Југословенке из Новог Пазара, Србија. Завршио је историју, политичке науке и социологију на Универзитету у Аугсбургу. Имаo je две сестре и два брата.

## Каријера
Сонбати је започео своју каријеру у бодибилдингу 1983. године. Његов први значајан наступ био је на јуниорском државном првенству у Немачкој 1985, где је освојио шесто место. Први пут се такмичио на Мр. Олимпија 1994. године, завршивши на седмом месту. Укупно је учествовао у 13 аматерских и 53 ИФББ професионалних такмичења. Квалификовао се за 10 Мистер Олимпија такмичења заредом и наступио на девет од њих. Његов најбољи резултат на Мр. Олимпија био је 1997. године када је освојио друго место.
Сонбати је био препознатљив по свом стилу позирања и тренингу са карактеристичним округлим наочарима; његово владање седам језика вероватно је допринело његовом надимку „Професор”. Иако је тежио преко 300 фунти ван сезоне, успевао је да одржи видљиве трбушне мишиће. Појављивао се у бројним међународним фитнес и бодибилдинг часописима, како у чланцима тако и на преко 60 насловних страна.

## Смрт
Преминуо је у сну, од последица инфекције бубрега, за време посете Каиру 20. марта 2013. године. Сахрањен је у породичној гробници у Каиру.

## Статистика
- Висина: 180 cm (5 ft 11 in)
- Такмичарска тежина: између 265 lbs (120 kg) и 290 lbs (131 kg)
- Регуларна тежина: између 300 lbs (136 kg) и 315 lbs (143 kg)